# Żelazo i jedwab
Żelazo i jedwab – autobiograficzne opowiadanie Marka Salzmana z 1986. W 1990 na podstawie książki powstał film, w którym pisarz grał siebie samego.

## Fabuła
Mark Salzman, student sinologii na Uniwersytecie Yale, wyjeżdża na dwa lata do Chin, aby uczyć tam języka angielskiego. Podczas swojego pobytu dostaje się do szkoły wielkiego mistrza wushu, Pan Qingfu, oraz pobiera lekcje taijiquan.